# Lerbäck, Borås kommun
Lerbäck är en småort i Borås kommun i Västra Götalands län belägen i Äspereds socken vid sydvästra stranden av Tolken öster om Äspered.